# Charles Spagnoletti
Charles Ernest Spagnoletti (12 de julio de 1832 - 28 de junio de 1915) fue un ingeniero eléctrico e inventor británico, primer superintendente de telégrafos del Great Western Railway (GWR). También asesoró a diversas empresas ferroviarias en el uso de la electricidad y de sistemas de señalización y de telegrafía.

## Primeros años
Charles Ernest Paolo della Diana Spagnoletti nació en Brompton (Londres) en 1832. Era el hijo mayor de Ernesto y de Charlotte (de soltera Stohwasser) Spagnoletti. Se educó en la Blemmell House School de Brompton.
Ernesto Spagnoletti descendía de la noble familia sarda della Diana. Su propio padre, Paolo, había sido un músico popular en Londres y sus admiradores le habían dado el apodo inexacto de "Spagnoletto", el "pequeño español". Dos generaciones más tarde, Charles Ernest recibió el apellido Diana-Spagnoletti.

## Carrera
A la edad de catorce años, Spagnoletti comenzó a trabajar en la Oficina Nacional de Deuda. Pronto comenzó a estudiar con Alexander Bain, inventor e ingeniero, y trabajó con él en un telégrafo capaz de imprimir los datos recibidos. Se incorporó a la Electric Telegraph Company en 1847, viajando por todo el país y montando y administrando nuevas estaciones de telegrafía.
En 1855, a la edad de 23 años, empezó a trabajar en el Great Western Railway (GWR), convirtiéndose en el primer Superintendente de Telégrafos de la compañía. Se dedicó a desarrollar un sistema completo de bloqueo usando telegrafía, apoyado por un libro de reglas e instrucciones. Este sistema se aplicó por primera vez en el ferrocarril Ferrocarril del Distrito Metropolitano, seguido pronto por el GWR, a pesar de que su presidente Daniel Gooch desaprobaba los dispositivos mecánicos de seguridad, argumentando que reducían la "vigilancia natural" del personal operativo. En el GWR, el sistema de bloqueo telegráfico de Spagnoletti fue particularmente útil en líneas de vía única, donde permitía que circularan más trenes. Se convirtió en la base de toda la señalización de bloqueo utilizada en casi todos los ferrocarriles británicos y en los ferrocarriles de muchos otros países. En 1866 Spagnoletti ideó un sistema de comunicación entre los pasajeros y los interventores de un tren, consistente en una palanca que un pasajero podía girar en el compartimento en el que viajaba, mediante la que se activaba un sistema de timbres de alarma en el tren, y también hacía que se mostrara un disco rojo en el exterior del vagón en el que se había utilizado la alarma. Continuó desarrollando diversos dispositivos e inventos aplicables a la señalización de las vías férreas, y también en otras áreas como la seguridad contra incendios.
Después de jubilarse como superintendente de telégrafos del GWR en 1892 (tras una larga enfermedad), fue nombrado ingeniero eléctrico consultor del ferrocarril. En 1893, Spagnoletti se convirtió en director gerente de la Phonopore Company. El sistema de fonoporos había estado en uso desde 1885 y permitía realizar llamadas telefónicas además de telegrafía a través de un cable telegráfico existente.
En su carrera, Spagnoletti actuó en varios cometidos de asesoramiento. Fue ingeniero consultor de varias compañías ferroviarias (el Ferrocarril del Distrito Metropolitano, el City y Sur de Londres y el Central de Londres) y también de la Compañía de Omnibuses Eléctricos de Londres. Después de la Ley de Telégrafos de 1868 (que permitió la nacionalización de las empresas de telégrafos en el Reino Unido), Spagnoletti asesoró al gobierno sobre la compensación debida a las empresas involucradas. Formó parte del comité organizador o del jurado, o de ambos, de las secciones eléctricas de varias exposiciones internacionales, entre ellas la Feria Mundial de París (1878), la primera Exposición Internacional de Electricidad (París, 1881), la Exposición Internacional de la Salud (Londres, 1884), la Exposición Internacional de Invenciones (Londres, 1885), y la Feria Mundial de Chicago (1893).
En 1874, las opiniones de Spagnoletti sobre los desarrollos de señalización del momento se registraron durante la discusión de un artículo titulado "Sobre las señales fijas de los ferrocarriles", que R.C. Rapier leyó ante miembros del Colegio de Ingenieros Civiles el 31 de marzo de ese año:

El maravilloso aumento del tráfico ferroviario y el monto de las ganancias de los ferrocarriles en los últimos diez años eran una prueba de cuánto se había ganado con la ayuda mecánica y eléctrica para trabajarlos; y cómo la capacidad de carga de las líneas había sido incrementada y expandida por aparatos de este tipo; y con un desembolso comparativamente pequeño, con tan buenos resultados...

... Al ver que los aparatos mecánicos [de señalización] habían hecho tanto en estos aspectos,
[Spagnoletti] consideró que cualquier propuesta que poseyera mejoras deseables merecía un juicio justo.
El prejuicio, generalmente considerado como la falta de un mejor conocimiento y comprensión de cualquier objeto o cosa, era una barrera incómoda y difícil de superar; pero la experiencia de invenciones pasadas (algunas de las cuales ahora se admitía que eran bastante necesarias) no había mostrado cuánto tiempo llevó introducir y poner en uso las existentes.

### Invenciones y desarrollos
En los primeros días de la telegrafía, se descubrió que los efectos de las corrientes telúricas y de los rayos podían tener un efecto adverso en los imanes permanentes utilizados en las agujas que se usaban para mostrar las señales. El imán permanente estaba rodeado por una bobina de alambre que transportaba la señal, lo que provocaba que la aguja se desviara. Una fuerte corriente en el cable del telégrafo, proveniente de fuentes externas como la caída de un rayo, podría debilitar el imán permanente y ocasionalmente invertir la dirección del campo magnético. La "falsa inversión" de las señales telegráficas utilizadas en la señalización ferroviaria presentaba un gran peligro. En la aguja inducida de Spagnoletti, patentada en 1869, el imán permanente se reemplazó por un núcleo de hierro dulce que era magnetizado por inducción mediante un fuerte imán permanente alejado de la bobina de alambre. Aunque la aguja pudiera desviarse debido a una sobretensión, el imán no se debilitaría ni se invertiría su polaridad.
En 1862, Spagnoletti patentó y produjo el instrumento de bloqueo con disco Spagnoletti, utilizado por primera vez en el Ferrocarril Metropolitano cuando se inauguró en 1863, y que pronto se convirtió en estándar en el GWR.
En este instrumento de bloqueo, un disco, en lugar de una aguja de telégrafo, oscilaba entre un par de electroimanes para indicar "línea limpia" o "tren en línea" en una ventana en la parte inferior del instrumento. La indicación "línea bloqueada", la posición predeterminada para los instrumentos de bloqueo, se mostraba a través de la mitad de cada una de las otras dos indicaciones que aparecían en una ventana. Cada indicación se obtenía presionando una tecla que se mantenía presionada mediante un cerco de alambre que pasaba sobre la tecla (véase la ilustración). Este tipo de instrumento sobrevivió en uso más allá del final del GWR en 1948 y hasta el siglo XXI. El último ejemplo operativo de Network Rail, ubicado en el cuadro de señales de Banbury South, finalmente se desmanteló a las 02:00 del 30 de julio de 2016, poco antes de la demolición del cuadro.

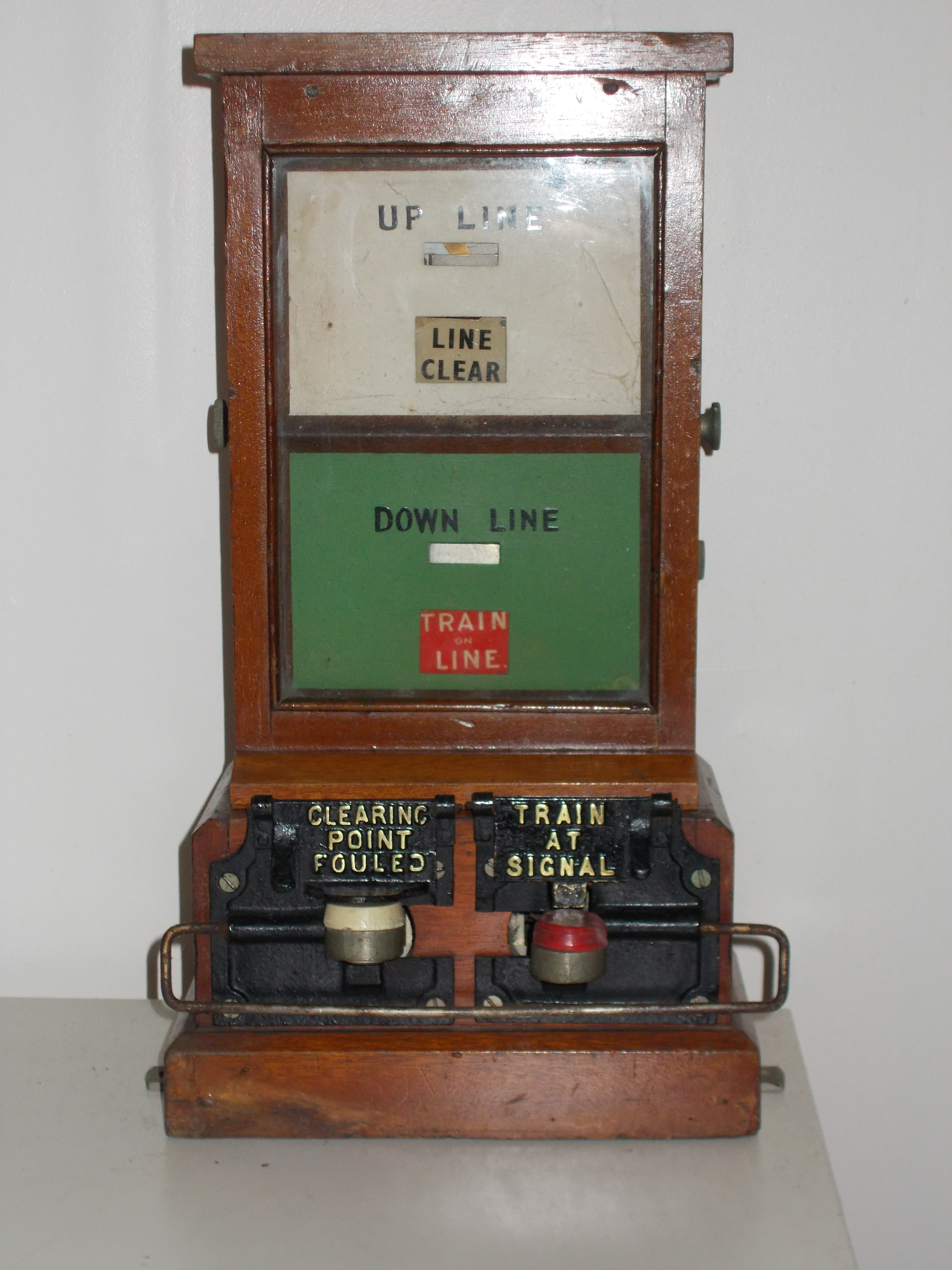
Un instrumento de bloqueo telegráfico Spagnoletti. Las teclas roja y blanca estaban "fijadas" o aseguradas para dar una indicación de "Tren en línea" o "Línea despejada".

También desarrolló un repetidor para señales semafóricas (donde se podía mostrar el estado de las señales que no eran directamente visibles desde la caseta de señales) y un verificador de las lámparas de las señales de semafóricas (advertencia de si la luz de una señal no funcionaba). También introdujo la iluminación eléctrica en varias estaciones, incluida la Estación de Paddington. Diseñó una máquina de telégrafo portátil, que siempre se llevaba en el tren de la reina Victoria, para el caso de una avería o emergencia. La máquina estaba a cargo de Spagnoletti, por lo que siempre viajaba en el tren real.
Spagnoletti también diseñó un tablero de resultados para las carreras de Ascot, y una alarma contra incendios de la ciudad, utilizada en varias calles de Londres, que se consideró tan efectiva como fea.
Su talento se extendió a la invención de un sistema de construcción de carreteras utilizando bloques entrelazados de hormigón prefabricado colocados sobre un lecho de arena comprimida y unidos con alquitrán fundido. Este método fue adoptado por el Ayuntamiento de Londres.

### Sociedad de Ingenieros Telegráficos
Charles Spagnoletti fue uno de los primeros miembros de la Sociedad de Ingenieros Telegráficos (fundada en 1871), a la que se afilió en 1872. La sociedad se convirtió en la Sociedad de Ingenieros Telegráficos y Eléctricos en 1880, con Spagnoletti como presidente en 1885, que pasaría a ser la Institución de Ingenieros Eléctricos en 1889. También fue miembro de la Institución de Ingenieros Civiles, de la Sociedad de Física de Londres, de la Real Sociedad de Artes y del Instituto Imperial.

## Vida familiar
Al igual que su padre y su abuelo, Spagnoletti también tenía talento musical y escribía y componía canciones. Tenía una buena voz de tenor que se aprovechó cuando Sir William Preece demostró el primer fonógrafo Edison en Londres en 1878. Spagnoletti grabó una canción y el himno nacional.
Se casó con Caroline Charlotte Duffield (1829-1903), viuda, en 1853. Tuvieron tres hijas y dos hijos. Su hermano (Charles), hijo (James), sobrino nieto (Philip) y el hijo de Philip (Robert) desarrollaron sus carreras en el campo de la electricidad.
Spagnoletti murió de neumonía el 28 de junio de 1915 en Hampstead (Londres) y fue enterrado en el Cementerio de Hampstead.